# کرائیت‌ها
کرایت‌ها (انگلیسی: Keraites) یکی از پنج کنفدراسیون قبیله ای غالب مغول یا ترک خانات در منطقه آلتای-سایان در طول قرن دوازدهم بودند. آنها به کلیسای مشرق یا نسطوری گرویده بودند در اوایل قرن یازدهم و یکی از منابع احتمالی افسانه پیشگوی اروپایی یوحنای کشیش هستند.
مغولان از طوایف متعدد مرکب بوده‌اند که از جهت کثرت عدد خانواده و وسعت اراضی با یکدیگر اختلاف بسیار داشته‌اند و مهم‌ترین این طوایف عبارت بودند از طوایف نُه‌گانه تغز اوغوز (نُه اوغز) یاد شده‌است، بنابراین به نُه قبیله، اغوز، اویرات، قبیله آلات، جلایر، تاتار، قنقرات، قیات، کرائیت و مغول تقسیم می‌شدند. نخست این قبایل باج‌گزار و فرمانبردار پادشاهان چین شمالی بودند.
قبیلهٔ کرائیت از جهت قدرت و جمعیت نیرومندترین قبیلهٔ مغول بود. زمانی که نسطوری ان را می‌کشتند. عده‌ای از ایشان علاوه بر ایران و عربستان به مغولستان رفت و در آن جا ساکن شدند. شاه قبیلهٔ کرائیت در قرن ۳ به‌طور رسمی مسیحیت را پذیرفت و قبیلهٔ او نیز مسیحی شدند. اروپاییان از ۳۰۰ سال پیش از حملهٔ مغول ایشان را می‌شناختند و با آن‌ها دوستی داشتند. وسعت قدرت کرائیت‌ها به دیوار چین می‌رسید. این قبیله در زمان چنگیز توسط نابرادری او طغرل اداره می‌شد. چنگیز در شروع کار خود قبایل مسیحی مغول نظیر کرائیت و نایمان را شکست داد و بر ایشان دست یافت. بعدها نیز قدرت این قبیله محدود نشد چنانچه شمار زیادی از همسران فرمانروایان مغول از میان همین قبیله بودند. پدر چنگیزخان مغول و رئیس خاندان کرائیت عهد برادری داشتند. زن اول هلاکو از خاندان کرائیت بود.

## مسیحیت نسطوری

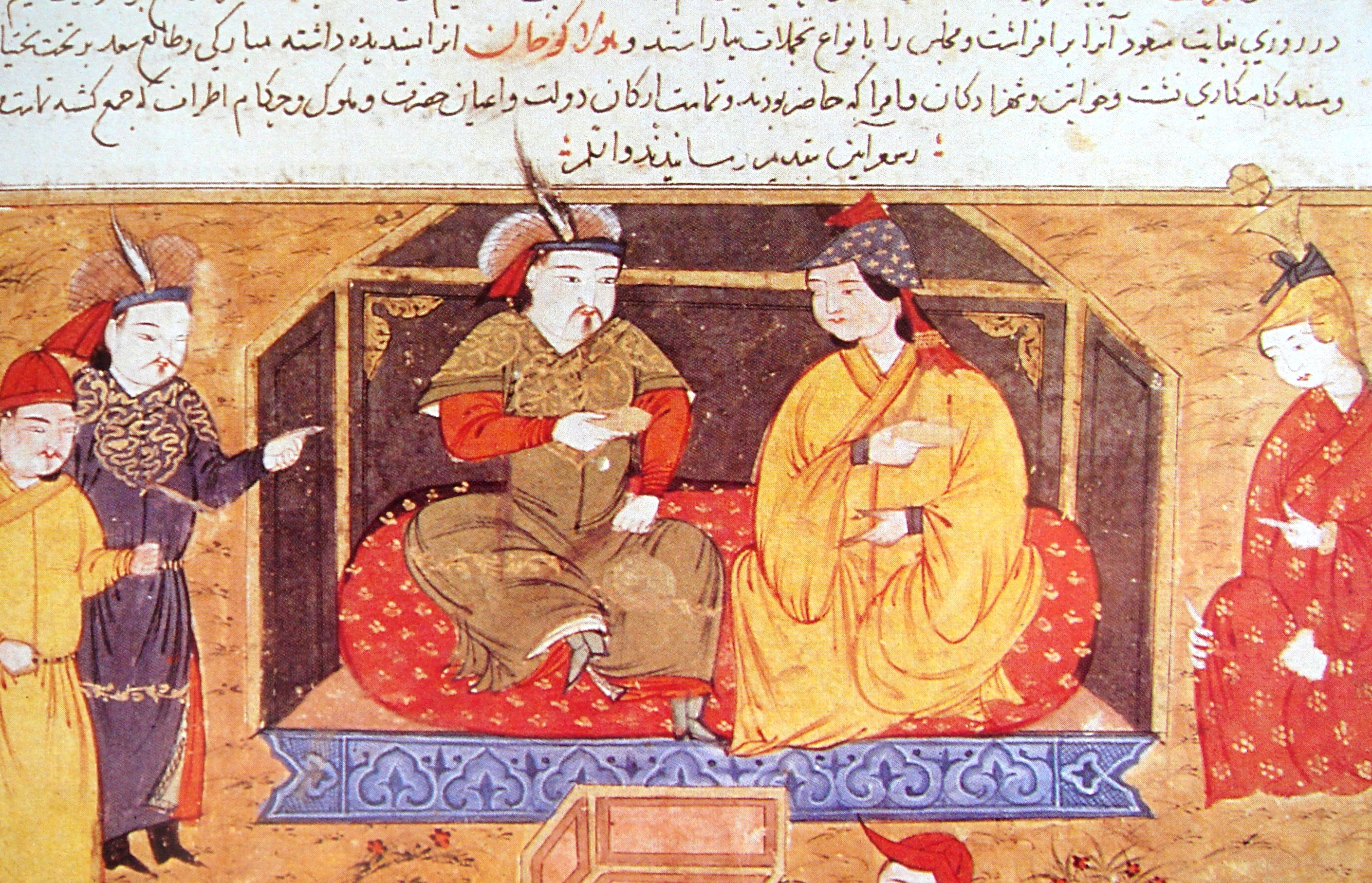
ایلخانان حاکم هولاکو خان با همسر مسیحی کرائیتی خود دوقوز خاتون.

کرائیت‌ها در اوایل قرن یازدهم به نسطوری، فرقه ای از مسیحیت تبدیل شدند.

قبایل دیگری که به‌طور کامل یا تا حد زیادی در طول قرن‌های ۱۰ و ۱۱ به مسیحیت گرویدند، نایمان و اونگوت بودند.
رشیدالدین فضل‌الله همدانی، مورخ رسمی دربار مغول در ایران، در «جامع‌التواریخ» خود می‌گوید که کرائیتی‌ها مسیحی بودند. ویلیام روبروک که در طول اقامت خود در دربار منگوقاآن و در قره‌قروم (شهر) در سال‌های ۱۲۵۴–۱۲۵۵ با بسیاری از نسطوریان مواجه شد، خاطرنشان می‌کند که آیین نسطوری در مغولستان توسط شمن‌باوری و آیین مانوی آلوده شده و از نظر عبادت بسیار سردرگم هستند و از هنجارهای معمول کلیساهای مسیحی در سایر نقاط جهان پیروی نمی‌کنند. او دلیل این امر را فقدان معلمان دین، جنگ قدرت در میان روحانیون و تمایل به دادن امتیازات اعتقادی برای جلب لطف خان‌ها می‌داند.
ارتباط با کاتولیک‌ها پس از اسلامی شدن تحت تیمور (حکومت ۱۳۷۰–۱۴۰۵)، که عملاً کلیسای شرق یا نسطوری را ویران کرد، از بین رفت. کلیسای نسطوری در قره‌قروم (شهر) توسط ارتش مهاجم دودمان  مینگ در سال ۱۳۸۰ ویران شد.
افسانه یوحنای کشیش، که در غیر این صورت در هند یا اتیوپی اتفاق می‌افتد، نیز در ارتباط با فرمانروایان نسطوری کرایی‌ها آورده شد. در برخی از نسخه‌های افسانه، پرستتر جان به صراحت با طغرل (نسطوری) ، شناخته می‌شد، اما منابع مغولی چیزی در مورد دین او نمی‌گویند. 

### تبدیل دین
گزارشی از تغییر دین این قوم در قرن دوازدهم ارائه شده‌است.
کتاب برج اثر ماری بن سلیمان و همچنین مورخ کلیسای ارتدکسانی قرن سیزدهم ابن عبری که نام می‌برد. آنها با کلمه سریانی ܟܹܪܝܼܬ ("Keraith").

بر اساس این گزارش‌ها، اندکی پیش از سال ۱۰۰۷ میلادی، خان کرائیت هنگام شکار در کوه‌های مرتفع سرزمین خود، راه خود را در طوفان برف گم کرد. هنگامی که او تمام امید خود را رها کرد، یک قدیس، مار سرگیوس در رؤیا ظاهر شد و گفت: «اگر به مسیح ایمان داشته باشید، شما را راهنمایی خواهم کرد که مبادا هلاک شوید.» پادشاه قول داد که مسیحی شود و قدیس به او گفت که چشمانش را ببندد و او خود را به خانه یافت (نسخه بار هبرائوس می‌گوید که قدیس او را به دره باز که خانه اش بود هدایت کرد). وقتی با بازرگانان مسیحی ملاقات کرد، این رؤیا را به یاد آورد و از آنها در مورد دین مسیحیت، دعا و کتاب قوانین شرعی سؤال کرد. «دعای ربانی»، «لاخو مره» و «قادیشه الها» را به او آموختند. «لاخو مارا» زبان سریانی سرود «Te Deum» است، و «قادیشه آلها» Trisagion است. به پیشنهاد آنها، او پیامی به عبدیشو، کلانشهر  مرو فرستاد تا کشیشان و شماسها او و قبیله اش را غسل تعمید دهند. عبدیشو نامه ای به یوحانان پنجم، کاتولیکوس یا پاتریارک کلیسای شرق در بغداد (شصت و سومین پاتریارک پس از توما) فرستاد. عبدیشو به یوحانان پنجم اطلاع داد که خان کرائیت از او در مورد روزه پرسیده‌است که آیا می‌توان آنها را از روش معمول روزه مسیحی معاف کرد، زیرا رژیم غذایی آنها عمدتاً گوشت و شیر بود.
عبدیشو همچنین نقل می‌کند که خان کرائیت قبلاً «غرفه ای برپا کرده بود تا جای محراب را بگیرد که در آن یک صلیب و یک انجیل بود و آن را به نام «مار سرگیوس» نامید و مادیانی را در آنجا بست و شیر او را می‌برد و آن را بر انجیل و صلیب می‌گذارد و دعاهایی را که آموخته‌است بر آن می‌خواند و بر آن علامت صلیب می‌گذارد و خود و قومش پس از خود از آن پیش نویس می‌گیرند». یوحنان به عبدیش گفت که قرار است یک کشیش و یک شماس با عناصر محراب فرستاده شود تا پادشاه و قومش را تعمید دهند. یوهانان همچنین معافیت کرائیت از قوانین سخت کلیسا را تأیید کرد و اظهار داشت که در حالی که آنها مجبور بودند مانند سایر مسیحیان در طول سالانه چله روزه از گوشت پرهیز کنند، همچنان می‌توانند در آن دوره شیر بنوشند، اگرچه باید از «تغییر» شیر ترش (کومیس) به «شیر شیرین» (شیر معمولی) برای یادآوری رنج مسیح در طول روزه استفاده کنند.
یوحنان همچنین به عبدیشو گفت که برای یافتن گندم و شراب برای آنها تلاش کند تا بتوانند عشای ربانی را جشن بگیرند. در نتیجه مأموریتی که پس از آن انجام شد، پادشاه و ۲۰۰۰۰۰ نفر از مردمش غسل تعمید یافتند (هر دو بار هبریوس و ماری بن سلیمان تعداد یکسانی می‌دهند).